# Mick Taylor
Mick Taylor (Welwyn, 17 de gener de 1949) és un guitarrista anglès de rock i blues. Formà part d'un grup quasi professional, The Gods, però obtingué la popularitat com a guitarra solista dels Bluesbreakers de John Mayall (1968).

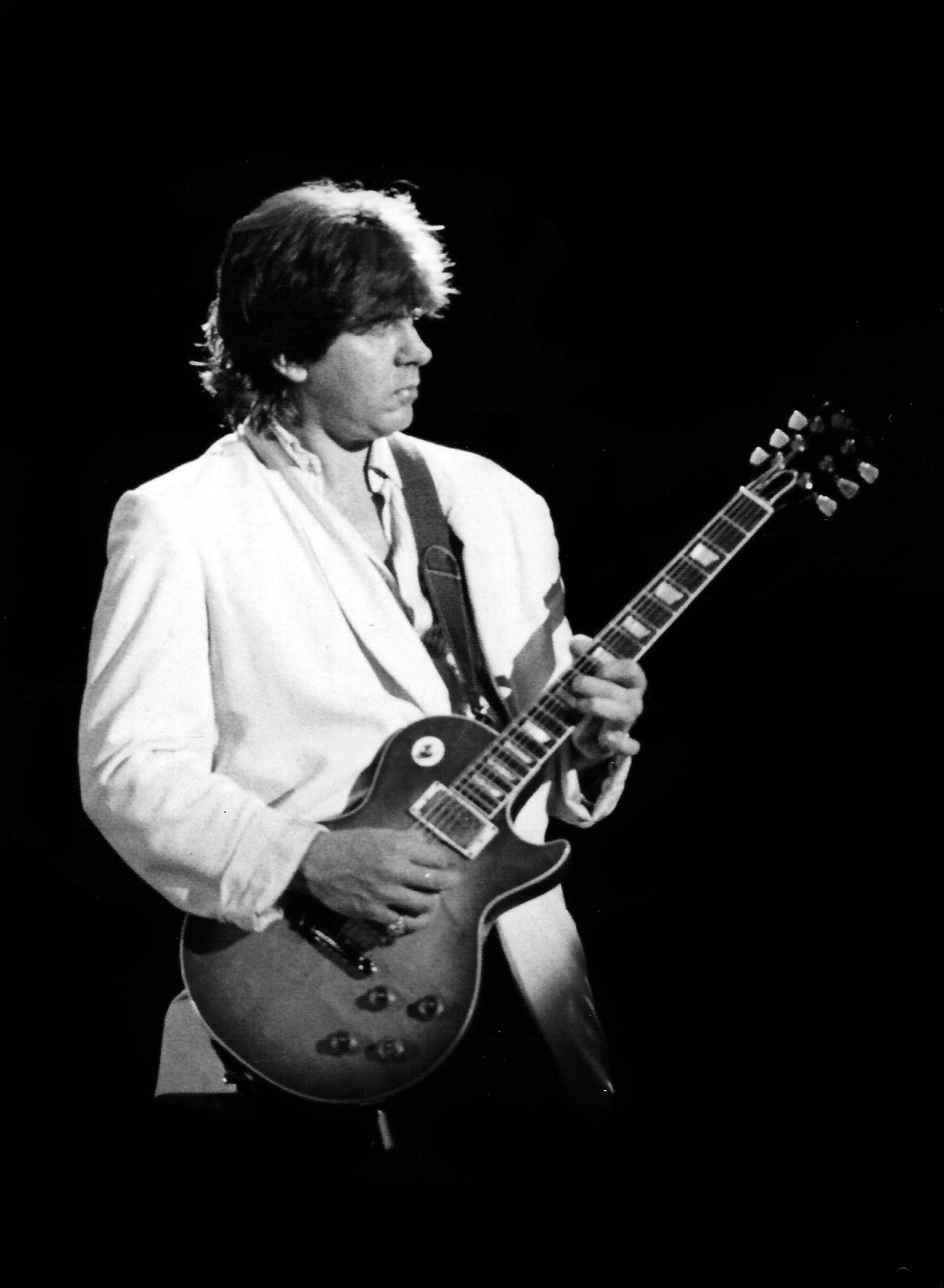
Mick Taylor en una actuació l'any 1984.

El març de 1969 entrà a formar part de The Rolling Stones, en substitució de Brian Jones, i acabà l'enregistrament del disc Let it bleed. Formà part dels Stones fins a 1974, i es destacà pel seu estil, influït pels grans del blues, clar i extens, amb una sonoritat rica i emprant una tècnica caracteritzada per la utilització del contracant. Després de deixar el mític conjunt, continuà, a partir del 1976, amb el seu propi grup.